# Chiloglanis neumanni
Chiloglanis neumanni és una espècie de peix de la família dels mochòkids i de l'ordre dels siluriformes.
Els mascles poden assolir els 6,5 cm de llargària total.
Es troba a Àfrica: rius Limpopo, Cunene, Zambesi, Okavango, Congo (a Zàmbia); llac Malawi i rius costaners de Tanzània.